# Фуван-Сент-Андош
Фува́н-Сент-Андо́ш (фр. Fouvent-Saint-Andoche) — коммуна во Франции, находится в регионе Франш-Конте. Департамент — Верхняя Сона. Входит в состав кантона Шамплит. Округ коммуны — Везуль.
Код INSEE коммуны — 70247.

## География

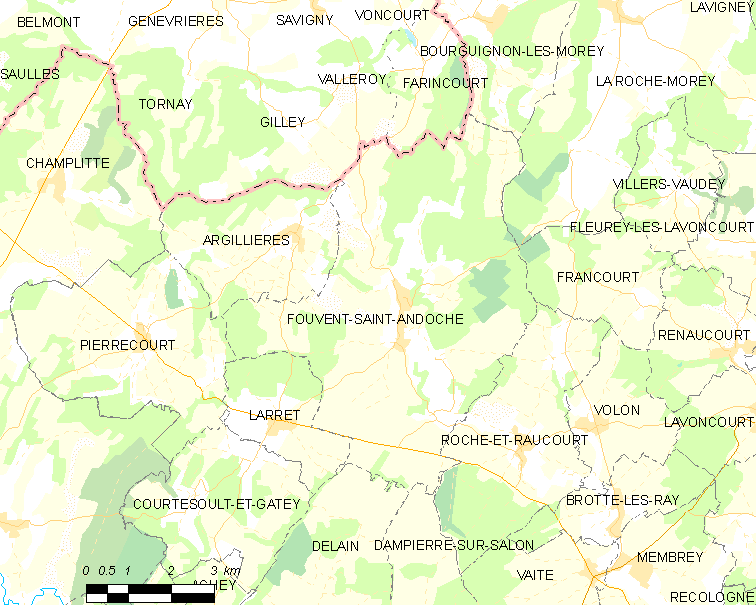
Карта коммуны

Коммуна расположена приблизительно в 280 км к юго-востоку от Парижа, в 55 км северо-западнее Безансона, в 37 км к западу от Везуля.
По территории коммуны протекает река Ваннон (фр. Vannon).

## Население
Население коммуны на 2010 год составляло 235 человек.
| 1962 | 1968 | 1975 | 1982 | 1990 | 1999 | 2010 |
| ---- | ---- | ---- | ---- | ---- | ---- | ---- |
| 136  | 374  | 335  | 339  | 259  | 258  | 235  |

## Администрация
| Период | Период | Фамилия       | Партия | Примечания |
| ------ | ------ | ------------- | ------ | ---------- |
| 2001   | 2003   | Клодин Табуре |        |            |
| 2003   | 2014   | Жак Келлер    |        |            |

## Экономика
В 2010 году среди 126 человек трудоспособного возраста (15—64 лет) 83 были экономически активными, 43 — неактивными (показатель активности — 65,9 %, в 1999 году было 60,2 %). Из 83 активных жителей работали 76 человек (43 мужчины и 33 женщины), безработных было 7 (3 мужчины и 4 женщины). Среди 43 неактивных 8 человек были учениками или студентами, 21 — пенсионерами, 14 были неактивными по другим причинам.

## Достопримечательности
- Церковь Успения Богоматери (1765—1775 годы). Исторический памятник с 1980 года[3]
- Замок Коломбьер (XVII век). Исторический памятник с 1976 года[4]